# Горно Къпиново
Горно Къпиново е село в Южна България. То се намира в община Кирково, област Кърджали. Селото отстои на 13 км от общинския център Кирково.
Най-близки градове са: Джебел на 39 км, Момчилград и Златоград на 43 км и областният център Кърджали на 58 км. Селото се намира на 26 км от ГКПП Маказа - Нимфея.

## География
Село Горно Къпиново (на гръцки Άνω βατόμουρο) се намира в Източните Родопи. В подножието на връх Вейката и ЗМ Гюмюрджински снежник. Селото е разположено по левия бряг на река Къзълач, която извира на 3 км над селото от местността Караджова падина на границата с Гърция. Горно Къпиново е най-южното населено място в България.

## История
В миналото селото са го назовавали с името „Малъта“, а на съседното Долно Къпиново – „Къпиньо“ = Къпиново, откъдето се предполага, че са били от една обща селищна структура към с. Чакаларово

## Население
Преброяване на населението през 2011 г.
Численост и дял на етническите групи според преброяването на населението през 2011 г.:
|                     | Численост | Дял (в %) |
| Общо                | 294       | 100,00    |
| Българи             | 223       | 75,85     |
| Турци               | 0         | 0,00      |
| Цигани              | 0         | 0,00      |
| Други               | 7         | 2,38      |
| Не се самоопределят | 17        | 5,78      |
| Неотговорили        | 47        | 15,98     |

## Религии
Православно християнство и ислям

## Културни и природни забележителности
Селото е изходен пункт за разходки из защитена местност Гюмюрджински снежник и за походи към връх Вейката (или Карлък, наричан от възрастните хора), от където се открива прекрасна панорама към Бяло море от българска територия. Връх Вейката се намира на два часа път от селото и е с височина 1463 м. Гюмюрджински снежник е с площ от 1926.40 ха. Гюмюрджински снежник е най-голямата защитена местност в Източните Родопи, обявена е с цел опазване на вековни букове и смесени гори и находища на застрашени видове растения и животни. Тук може да видите скален орел, кафява мечка, а също и черен кълвач. В района се срещат 11 вида растения и 5 вида животни, включени в Червената книга на България. С особена ценност са горите от балканския ендемит планински явор и находището на балканския ендемит родопски крем – единствено в Източните Родопи и едно от малкото в страната.

## Спорт
АФК „Вихър“ е български футболен отбор от село Горно Къпиново. Основан е през 1971 г. Създаден е на доброволен принцип от група мъже с цел участие на общинските турнири по футбол в община Кирково. Първоначално името на отбора е „Горно Къпиново“, а през 1980 г. е преименуван в АФК „Вихър“. Първата клубна емблема представлява форма на сърце със зелен, бял и син фон (земя, въздух и небе) в който е изписано името, годината на създаване и символа (три къпини) на отбора. Цветовете на отбора са зелено, бяло и синьо. През отделни периоди в село Горно Къпиново е имало и други футболни отбори: махленски футболен отбор „Беломорец“ (м. Каржовска махала, с. Горно Къпиново), основан през 1919 г., ФК „Малъта“, основан 1925 г., ФК „Беломорец“ (Горно Къпиново), основан 1941, съществува до 1949 г. и др.
Най-големите успехи на Аматьорски спортен клуб по футбол „Вихър“ са:
- Първо място в „Б“ ОФГ-Юг (Пета дивизия) през 1991/92 г.
- Първо място на общинския турнир в зала през 1993 г.
- Първо място на Кирковския общински турнир в село Чакаларово през 2009 и 2010 г.

## Кухня
Традиционни за местната кухня са родопските ястия.